# Wallach (cràter)
Wallach és un petit cràter d'impacte de la Lluna situat a la Mare Tranquillitatis oriental. És un element circular, amb forma de bol i una plataforma central de mida menyspreable, pel fet que les parets internes descendeixen pràcticament fins al punt mig del cràter. Wallach es troba a nord-est del cràter Maskelyne, a prop d'algunes crestes baixes de la mar lunar.

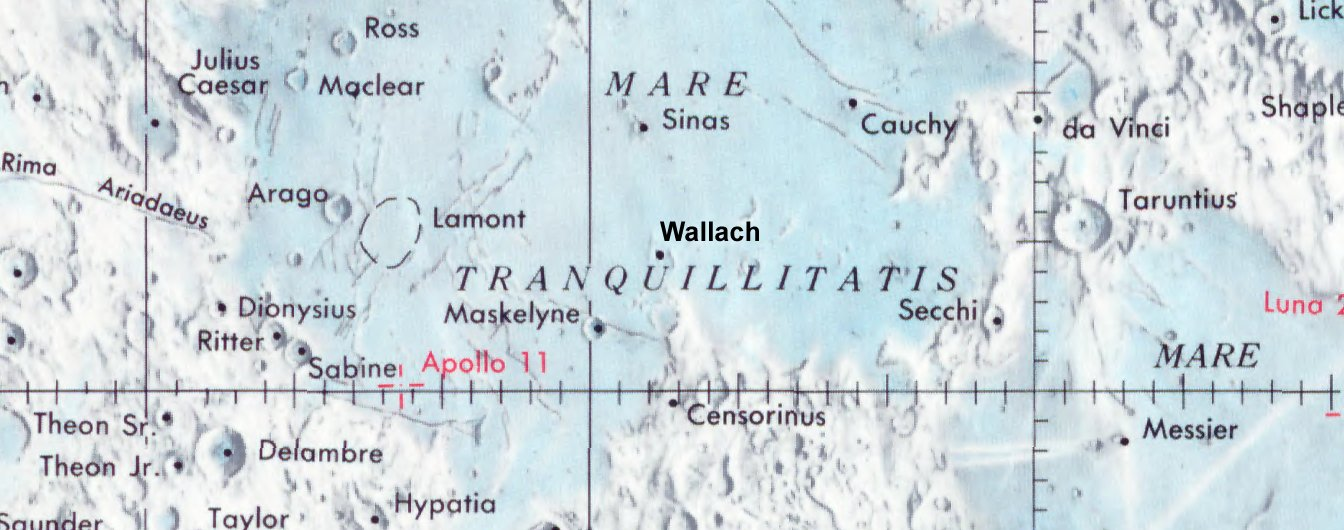
Localització de Wallach (centre de la imatge)

Un inusual cràter allargat d'aproximadament 2 km d'altura i a uns 70 km a l'est de Wallach, va ser objecte d'un exercici de referència de seguiment durant la missió Apollo 8 al desembre de 1968. Aquest element va ser fotografiat repetidament des de la seva aparició en l'horitzó fins després que el mòdul de comandament i servei va passar directament per sobre.

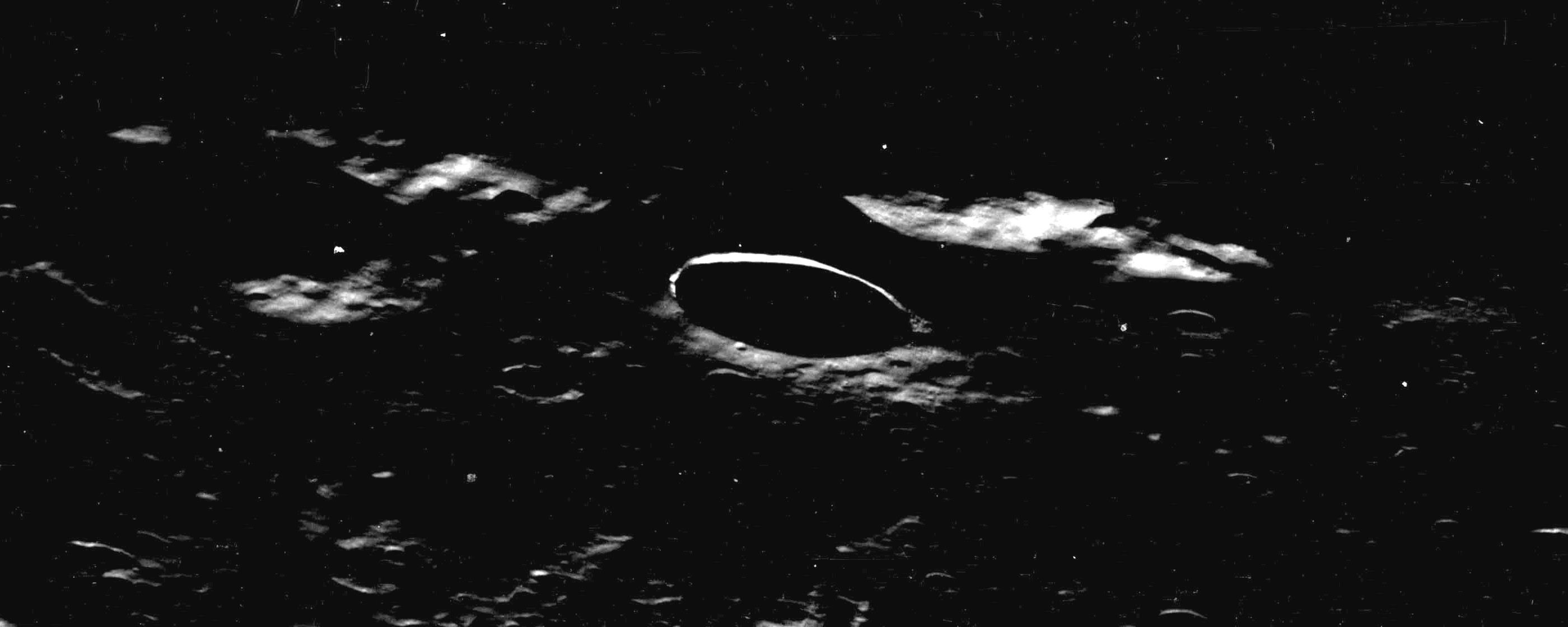
Fotografia de la missió Apollo 8
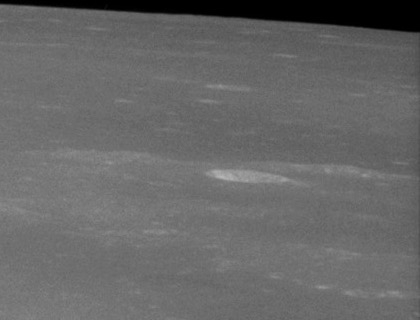
Fotografia de la missió Apollo 11
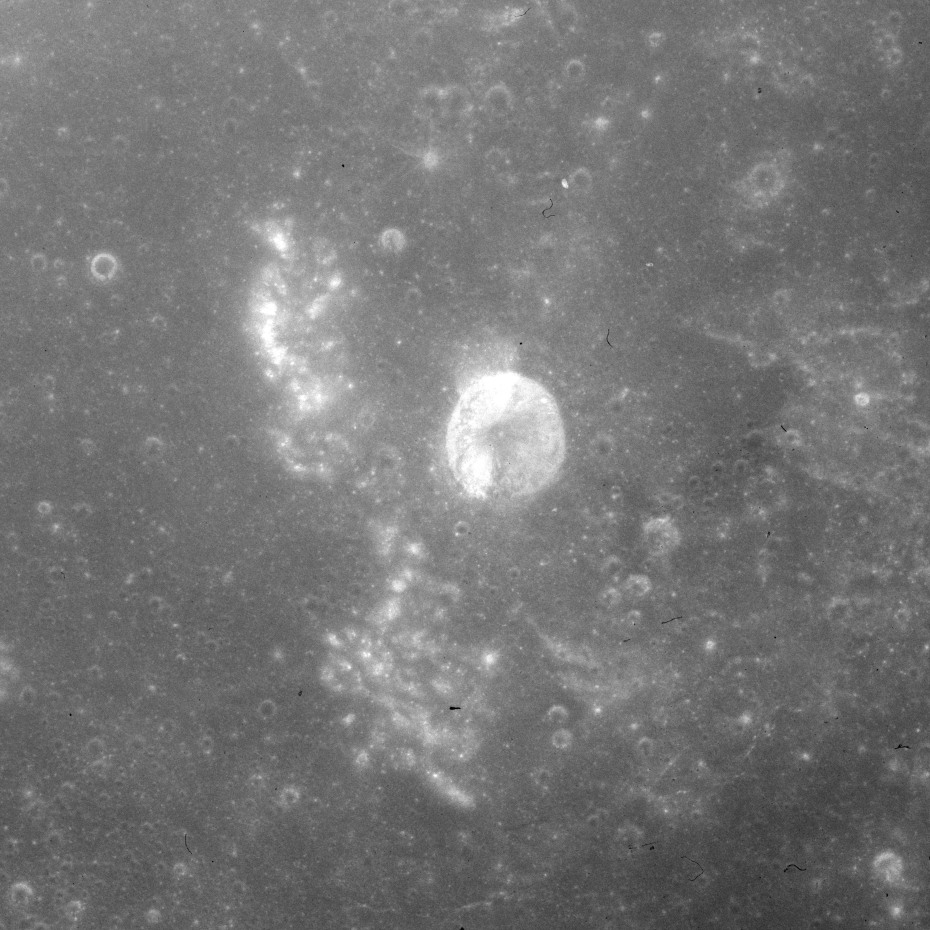
Fotografia de la missió Apollo 15

Va ser prèviament identificat com Maskelyne H, abans que la UAI li assignés el seu nom actual.